# Urga - Territorio d'amore
Urga - Territorio d'amore (in russo У́рга — территория любви?, Urga — territorija ljubvi) è un film del 1991 diretto da Nikita Michalkov
La pellicola ha vinto il Leone d'oro al miglior film alla 48ª Mostra internazionale d'arte cinematografica di Venezia.

## Trama
Gombo è un pastore mongolo che vive in una tenda nella Mongolia Interna insieme con la madre, la moglie e tre figli.
Gombo vorrebbe copulare con sua moglie, ma lei si rifiuta per paura di concepire un quarto figlio, che in Cina è contro la legge. Sergej, un camionista russo rimasto bloccato con il suo camion nei pressi, trova la strada per il loro accampamento e vi si rifugia. Sergej e Gombo, nonostante le differenze culturali e pur non comprendendo l'uno la lingua dell'altro, diventano amici. Un esempio delle differenze di cultura è offerto dalla scena in cui Sergej, uscito nella steppa per urinare, scappa spaventato dopo essersi imbattuto in un cadavere putrefatto e scarnificato, al che Gombo gli spiega che si tratta del corpo di suo padre, che era un uomo buono e che per questo la sua carne è gradita agli uccelli.
I due vanno insieme nella città più vicina, dove Gombo è stato mandato dalla moglie per acquistare dei preservativi per poter fare l'amore. Ma, una volta in città, il pastore compra tante altre cose tra le quali un televisore, ma non riesce ad acquistare i contraccettivi perché si vergogna a chiederli al personale della farmacia, composto da sole donne. Sergej si rivela essere un ex bandista dell'esercito russo e in una discoteca, ubriaco, canta "Colline di Manciuria", canzone patriottica russa dedicata ai soldati zaristi caduti durante la guerra russo-giapponese del 1905, mentre il complesso del locale suona lo spartito della canzone che egli ha tatuato sulla schiena. Alla fine dell'esibizione Sergej viene arrestato e Gombo deve tirarlo fuori dal carcere.
Lungo la strada di casa Gombo si ferma a mangiare, si addormenta e sogna di essere, ubriaco, a cavallo nelle vesti di Gengis Khan e con sua moglie nelle vesti della moglie del Khan; nel sogno lui e Sergej vengono catturati e uccisi, e il televisore viene distrutto. Gombo arriva a casa, accende il televisore e, insieme a tutta la famiglia, fa zapping tra un discorso del Presidente degli Stati Uniti ed uno spettacolo di varietà cantato male. La moglie scopre che Gombo non ha comprato i contraccettivi, ed, arrabbiata, scappa dalla tenda. Gombo la insegue nella steppa e, raggiuntala, pianta nel terreno l'Urga (un lungo bastone con un lazo usato per catturare gli animali), atto che nella tradizione mongola significa che moglie e marito devono avere un rapporto sessuale. Il film si conclude con una dissolvenza tra l'Urga e il camino fumante di una casa, costruita nel posto dove Gombo ha piantato il bastone, mentre la voce fuori campo che ha raccontato la storia durante il film svela di essere il quarto figlio di Gombo, che rivela di essere stato concepito allora.

## Riconoscimenti
- European Film Awards 1993
  - miglior film
- 48ª Mostra internazionale d'arte cinematografica di Venezia
  - Leone d'oro al miglior film
- Premio Oscar 1993
  - Candidatura all'Oscar al miglior film straniero